# Lombok Wetan
Lombok Wetan is een bestuurslaag in het regentschap Bondowoso van de provincie Oost-Java, Indonesië. Lombok Wetan telt 2282 inwoners (volkstelling 2010).